# 高句麗古墳群
高句麗古墳群（こうくりこふんぐん）は朝鮮民主主義人民共和国平壌市、南浦特別市、平安南道、黄海南道に所在する高句麗後期の古墳群の登録名。2004年7月、ユネスコ世界遺産委員会蘇州会議で中華人民共和国吉林省集安市に所在する高句麗前期の遺跡とともに世界遺産登録された。朝鮮民主主義人民共和国としては最初の世界遺産登録である。

## 概要
今回の登録では高句麗の王、王族、貴族の墳墓63基が指定された。その多くは当時の高句麗の文化や風俗を生き生きと伝える壁画古墳である。朝鮮の主な高句麗壁画古墳には安岳3号墳、徳興里古墳、修山里古墳、江西大墓などがあるが、これらの古墳壁画のなかには奈良県明日香村の高松塚古墳壁画との関連を指摘されるものもある。
また、手搏図は安岳3号墳に描かれた壁画である。

## 遺産
- 東明王陵および真坡里古墳群（平壌市力浦区域）北緯38度53分22.0秒 東経125度55分47.0秒 / 北緯38.889444度 東経125.929722度
- 湖南里四神塚（平壌市三石区域）北緯39度04分51.0秒 東経125度55分19.0秒 / 北緯39.080833度 東経125.921944度
- 徳花里古墳（平安南道大同郡）北緯39度09分04.0秒 東経125度31分48.0秒 / 北緯39.151111度 東経125.530000度
- 江西三墓（南浦特別市江西区域）北緯38度57分53.0秒 東経125度25分30.0秒 / 北緯38.964722度 東経125.425000度
- 徳興里古墳（南浦特別市江西区域）北緯38度57分39.0秒 東経125度26分49.0秒 / 北緯38.960833度 東経125.446944度
- 薬水里古墳（南浦特別市江西区域）北緯38度55分08.0秒 東経125度24分48.0秒 / 北緯38.918889度 東経125.413333度
- 修山里古墳（南浦特別市江西区域）北緯38度55分14.0秒 東経125度21分41.0秒 / 北緯38.920556度 東経125.361389度
- 龍岡大墓（南浦特別市龍岡郡）北緯38度51分47.0秒 東経125度24分54.0秒 / 北緯38.863056度 東経125.415000度
- 双楹塚（南浦特別市龍岡郡）北緯38度51分47.0秒 東経125度24分54.0秒 / 北緯38.863056度 東経125.415000度
- 安岳1号墳（黄海南道安岳郡）北緯38度29分02.0秒 東経125度32分35.0秒 / 北緯38.483889度 東経125.543056度朝鮮民主主義人民共和国の国宝（en:National Treasures of North Korea）67号
- 安岳2号墳（黄海南道安岳郡）北緯38度29分02.0秒 東経125度32分35.0秒 / 北緯38.483889度 東経125.543056度朝鮮民主主義人民共和国の国宝73号
- 安岳3号墳（黄海南道安岳郡）北緯38度26分25.0秒 東経125度30分27.0秒 / 北緯38.440278度 東経125.507500度朝鮮民主主義人民共和国の国宝74号

## 登録までの経緯
当初、2003年には登録される見込みであったが、当時の駐日中国大使の武大偉から登録の引き延ばしと同時登録を要請された画家の平山郁夫が中朝両国の仲介を行った。その経緯で、両遺跡は2004年の同時登録という形になった。北朝鮮と中国の間に、高句麗地区の領土問題が存在することが改めて認知された。

## 登録基準
この世界遺産は世界遺産登録基準のうち、以下の条件を満たし、登録された（以下の基準は世界遺産センター公表の登録基準からの翻訳、引用である）。
- (1) 人類の創造的才能を表現する傑作。
- (2) ある期間を通じてまたはある文化圏において、建築、技術、記念碑的芸術、都市計画、景観デザインの発展に関し、人類の価値の重要な交流を示すもの。
- (3) 現存するまたは消滅した文化的伝統または文明の、唯一のまたは少なくとも稀な証拠。
- (4) 人類の歴史上重要な時代を例証する建築様式、建築物群、技術の集積または景観の優れた例。